# 80-е годы до н. э.
80-е (восьмидеся́тые) го́ды до на́шей э́ры по пролептическому юлианскому календарю — промежуток времени с 1 января 89 года до н. э. по 31 декабря 80 года до н. э., включающий с 89 по 81 годы 2-го десятилетия  и 80 год 3-го десятилетия I века 1-го тысячелетия до н. э. Им предшествовали 90-е годы до н. э., за ними следовали 70-е годы до н. э. Они закончились 2105 лет назад.

## Важнейшие события
- Союзническая война (91—88 до н. э.).
- Митридатовы войны (89—85 до н. э.; 84—82 до н. э.).
- Первая гражданская война Суллы (88—87 до н. э.; Гражданская война в Древнем Риме (83—82 до н. э.)).

- 88 — Публий Сульпиций Руф при поддержке Гая Мария проводит закон о распределении италиков по всем трибам вместо последних. Попытка лишить Суллу командования над армией. Вступление в Рим войск Суллы и Помпея Руфа. Изгнание 12 мятежников, в их числе Сульпиция и Мария. Гибель Сульпиция от рук наёмных убийц. Попытка реализации политической программы в интересах нобилитета Суллой и Помпеем Руфом. Убийство Помпея Руфа при неясных обстоятельствах.
- 87 — отбытие Суллы в Грецию на войну с Митридатом. Переход консула Цинны на сторону италиков и изгнанников. Изгнание Цинны. Объединение сил изгнанников и начало осады ими Рима. Смерть Гнея Помпея Страбона от удара молнии. Вступление в Рим войск Цинны и Мария. Убийство консула Гнея Октавия. Массовые убийства марианцами.

- 87 — умер император Китая У-ди.
- 85 — умер шаунь хунну Хулагу, не оставив наследника. Его приближённые выбрали молодого князя Хуанщди, надеясь, что именно они будут управлять степной державой хунну.
- 80-е годы — Усуни вышли из хуннского союза.
- Гражданская война в Древнем Риме (83-82 до н. э.).
- 82 — установление диктатуры Суллы в Риме. Начало проскрипций.

## Римские консулы десятилетия
- 89: Гней Помпей Страбон и Луций Порций Катон
- 88: Луций Корнелий Сулла и Квинт Помпей Руф
- 87: Гней Октавий и Луций Корнелий Цинна, суффект — Луций Корнелий Мерула[1]
- 86: Луций Корнелий Цинна во (2-й раз) и Гай Марий (в 7-й раз), суффект — Луций Валерий Флакк
- 85: Луций Корнелий Цинна (в 3-й раз) и Гней Папирий Карбон
- 84: Гней Папирий Карбон (во 2-й раз) и Луций Корнелий Цинна (в 4-й раз)
- 83: Луций Корнелий Сципион Азиатик и Гай Норбан
- 82: Гай Марий младший и Гней Папирий Карбон (в 3-й раз)
- 81: Марк Туллий Декула и Гней Корнелий Долабелла[2]
- 80: Луций Корнелий Сулла (во 2-й раз) и Квинт Цецилий Метелл Пий